# Orthosia subsetaceus
Orthosia subsetaceus là một loài bướm đêm trong họ Noctuidae.